# Comadre Fulozinha (banda)
A Comadre Florzinha é uma banda da cidade do Recife, criada em 1997. Seu nome tem origem em Comadre Florzinha, uma lenda pernambucana.
As mulheres da banda interpretam canções que têm como principal influência as cantigas e os ritmos regionais do Nordeste. A música da Comadre Fulozinha tem como base a percussão e as vozes, numa mistura de ritmos como coco, baião e ciranda, com influências variadas. São usados instrumentos como bombo, zabumba, congas, djembê, ilú, saxofone, cavaquinho, violão e rabeca, criando uma linguagem própria e cheia de personalidade.

## História
O primeiro disco foi lançado em 1999 e o segundo, com formação alterada, em 2003, chamado "Tocar na Banda", pela YB Music. "Vou Voltar Andando" é o mais recente trabalho do grupo, lançado em 2009.
O grupo também gravou participações em CD, como "Por Pouco", da Mundo Livre S/A (faixa Minha Galera, de Manu Chao); "Contraditório", de Dj Dolores; "Original Olinda Style", da Eddie; "Pernambuco Falando Para o Mundo", de Antônio Nóbrega; as coletâneas "Baião de Viramundo", "Pernambuco em Concerto" III e IV, "Reiginaldo Rossi" e "Music From Pernambuco".
Participou também da montagem das peças teatrais "Bacantes", em 2001, e "Os Sertões - A Terra", em 2002/2003, ambos no Teatro Oficina com direção de José Celso Martinez Corrêa, e das trilhas sonoras de "A Máquina", de João Falcão, "Deus é Brasileiro", de Cacá Diegues e "Narradores de Javé", de Eliane Caffé.
Entre 2000 e 2001 fez sua primeira turnê internacional com apresentações no Canadá, Estados Unidos, Bélgica, Suíça e França, participou do festival Strictly Mundial e Mercado Cultural em Salvador. Em 2003 tocou na noite de encerramento do Fórum Social Mundial, em Porto Alegre, na Fête de la Musique, em Paris, e gravou o programa Ensaio da TV Cultura.
Em 2005 tocou no teatro Volksbühne, em Berlim, integrando o show Música Mestiça, dentro do projeto de apresentações das peças de Os Sertões, do Teatro Oficina, dirigidas por José Celso Martinez Corrêa.

## Discografia
- Comadre Fulozinha (1999) grafado "Comadre Florzinha"
- Tocar na Banda (2003)
- Vou Voltar Andando (2009)

## Integrantes
- Karina Buhr (voz, percussão e rabeca),
- Mairah Rocha (vocal, gaita e percussão),
- Flávia Maia (vocal e percussão),
- Dani Zulu (vocal e percussão),
- Marcelo Monteiro (saxofone e flauta),
- Letícia Coura (cavaquinho, vocal e violão)

### Ex-integrantes
- Alessandra Leão (voz e percussão)
- Isaar França (voz e percussão)
- Maria Helena Sampaio (voz e percusssão)
- Telma César (voz, rabeca, percussão)
- Renata Mattar (voz e acordeom)

## Participações
- Baião de Viramundo - Tributo a Luiz Gonzaga (2000)